# Impatiens bracteata
Impatiens bracteata là một loài thực vật có hoa trong họ Bóng nước. Loài này được Colebr. mô tả khoa học đầu tiên năm 1824.